# David Hilliard
David Hilliard   (Rockville, 15 de maig de 1942) fou un membre del Partit de les Panteres Negres. Fou el cap de personal del partit. Es convertir en professor visitant de la Universitat de Nou Mèxic el 2006. També és responsable de la Dr. Huey P. Newton Foundation.

## Vida primerenca
David Hilliard va néixer el 15 de maig de 1942 a Rockville, Alabama, fill de Lela i Lee Hilliard. David va tenir sis germans i cinc germanes: Theodore, Allen, Nathaniel, Van, Roosevelt, Arthur, Rose Lee, Sweetie, Dorty Mae, Vera Lee i Eleanora. Els seus pares es van conèixer el 1916 quan la seva mare tenia 16 anys, una mica menys de la meitat de l'edat del seu pare. En la seva infantesa Hilliard va conèixer a Huey P. Newton, qui més tard esdevindria el líder del moviment de les Panteres Negres.

## Vida familiar
David Hilliard es va casar amb Patrica (Pat) Hilliard el 1959 a l'Ajuntament de Berkeley.
David, a causa de la manca de graduat escolar, va tenir feines dures i va fer algunes feines estranyes com netejador de rajoles, treballador d'un celler i venedor de cotxes.
David i Patricia Hilliard va tenir tres fills: Patrice, Darryl i Dorian. El nom de la filla és en honor de Patrice Munsel, una de les cantants preferides de David. Dorian ho és en homenatge a la famosa novel·la d'Oscar Wilde El retrat de Dorian Gray.
Durant la seva primerenca vida de casat, David va afrontar l'addicció a l'alcohol i una manca de control dels impulsos.
Amb la seva militància a les Panteres Negres, David Hilliard va conèixer Brenda Presley i van començar una relació íntima. Brenda i David van tenir una filla de nom Dassine.

## Feina a les Panteres Negres
Hilliard es va implicar en el moviment de les Panteres Negres el 1966 mentre vivia a Oakland, Califòrnia. El seu amic d'infantesa, Huey P. Newton, va informar-lo d'aquesta organització que havia fundat amb Bobby Seale. Aquesta organització es va enfocar en la defensa de les minories ètniques per tots els mitjans necessaris i d'acord amb un decàleg titulat "Què volem, què creiem". Les primeres accions de les Panteres Negres van consistir en fer complir el reglament i impedir la brutalitat policial mitjançant l'ús d'armes.
Després de l'arrest de Huey P. Newton el 28 d'octubre de 1967 per una batussa armada amb la policia d'Oakland en la qual va resultar mort l'agent John Frey, David Hilliard va actuar de líder interí de les Panteres Negres. Hilliard va col·laborar en l'organització d'una concentració el febrer 1968 per a exigir la posada en llibertat de Huey P. Newton que va aplegar 6000 persones.

## Programes organitzats per les Panteres Negres
Hilliard va participar en molts dels programes de supervivència que van organitzar les Panteres Negres: programes d'esmorzar per als infants en edat escolar, clíniques de salut i programes per als presos. Aquests programes es van anomenar programes de supervivència perquè simplement ajudaven a les comunitats a sobreviure en lloc d'abordar les raons sistèmiques darrere d'aquests problemes. Aquests programes eren sempre gratuïts.
El 1971 el Partit de les Panteres Negres va crear l'Intercommunal Youth Institute. Aquest programa anava adreçat contra el model discriminatori que patien els estudiants afroamericans en el sistema escolar públic. Les Panteres Negres creien que les escoles públiques no ensenyaven les habilitats analítiques necessàries per a sobreviure en la societat. Aquesta escola per a joves d'Oakland els ensenyava a analitzar, criticar i respondre amb solucions creatives.
Free Health Care va proporcionar assistència sanitària gratuïta a les persones que no podien pagar el cost de l'assistència sanitària pública a través de les People’s Free Medical Research Health Clinics.
Altres programes que Hilliard ajudà a organitzar foren: un centre d'aprenentatge comunitari extraescolar, acompanyament per protegir les persones ancianes i programes de roba gratuïta.

## Influències
Després de la lectura de l'autobiografia de Malcom X quan era adolescent, David Hilliard va tenir un respecte profund pel seu compromís militant. Tot i que va admirar el carisma de Martin Luther King, dissentia de la resistència noviolenta.
D'adolescent Hilliard va tenir poca consciència política. Fou a l'estiu de 1965 quan Hillard va veure per televisió al seu nebot Bojack participant en els aldarulls del barri de Watts a Los Angeles que optà per l'activisme polític.

## Arrestos
El gener 1968 Hilliard va ser arrestat per repartir pamflets a l'exterior de l'Institut Tècnic d'Oakland.
Més tard, Hilliard va ser condemnat per doble agressió amb arma mortal a un policia el 1968 en resposta a l'assassinat de Martin Luther King. Aquella topada del 6 d'abril va suposar l'assassinat del membre de les Panteres Negres Bobby Hutton, mort a trets per la policia quan es rendia amb les mans alçades, i la captura d'Eldridge Cleaver. Hilliard va afirmar haver-se refugiat a casa d'uns amics de la família.
El seguiment de l'FBI a les Panteres Negres va augmentar després de l'enfrontament de 1968. John Edgar Hoover, director de l'FBI, va qualificar les Panteres negres de "la màxima amenaça per a la seguretat interna del país"
El 3 de desembre de 1969 Hilliard va ser arrestat per amenaçar de matar a Nixon. Aquesta amenaça es desprèn del discurs del 15 de novembre de 1969 al Golden Gate Park en què va dir "matarem a Richard Nixon". El juliol de 1971 Hilliard va ser sentenciat d'un a deu anys i empresonat a Vacaville. El gener de 1973 mentre complia una sentència de sis mesos a deu anys, li va ser denegada la llibertat condicional.
En la seva autobiografia Revolutionary Suicide, Huey P. Newton va afirmar que el fiscal del districte d'Alameda estava intentant enviar a Hilliard a la presó amb "càrrecs inventats"".

## Vida més tardana
Després de ser alliberat de la presó, Hilliard es va traslladar a Los Angeles i va aconseguir una feina a l'organització de Tom Hayden anomenada Campaign for Economic Democracy. Durant aquest període, Hilliard va lluitar contra l'addicció a les drogues. Després es va traslladar a Connecticut per a treballar d'organitzador a la New England Health Care Employees Union. Després de passar pel tractament farmacològic, Hilliard va recaure i va continuar lluitant contra la seva l'addicció. Hilliard va perdre contacte amb Huey P. Newton. Newton va ser assassinat en una operació de compravenda de drogues el 22 d'agost de 1989. Hilliard va donar el seu condol.

## Dr. Huey P. Newton Foundation
Amb Fredrika Newton, la segona muller de Huey P. Newton, Hilliard formà la fundació homònima. La missió d'aquesta organització és "conservar i promoure la història, els ideals i el llegat del Partit de les Panteres Negres i del seu fundador Huey P. Newton a través del desenvolupament i la distribució de materials educatius, l'organització de congressos i conferències, i el manteniment i l'exposició d'arxius històrics."